# Winnica (powiat grodziski)
Winnica – osada w Polsce położona w województwie wielkopolskim, w powiecie grodziskim, w gminie Rakoniewice.